# Kubyŏng-san
Kubyŏng-san är ett berg i Sydkorea.   Det ligger i provinsen Norra Chungcheong, i den centrala delen av landet, 140 km sydost om huvudstaden Seoul. Toppen på Kubyŏng-san är 877 meter över havet, eller 492 meter över den omgivande terrängen. Bredden vid basen är 9,1 km.
Terrängen runt Kubyŏng-san är huvudsakligen kuperad. Runt Kubyŏng-san är det ganska tätbefolkat, med 90 invånare per kvadratkilometer. I omgivningarna runt Kubyŏng-san växer i huvudsak blandskog.